# Коссаки гербу Кос
Коссаки гербу Кос — галицький шляхетський рід.

## Походження
Родина Коссаків походить з Загородів Лішнянських та Лішнянського передмістя Дрогобича, що колись також іменувалось Коссаківкою, де мешкали десять сімей-представників роду.
Відома польська гілка походить від судівського урядника Михайла (Міхала) Коссака та його дружини Антоніни з Соболевських. Ще на момент народження відомого баталіста Юліуша родина належала до уніцької церкви, та послуговувалась руською мовою в побуті. Так зокрема Войцех згадував біографу Александру Піскору народження батька:
Gdy pani konsyljaszowa Michałowa Kossakowa wybrała się z własnej wioski Kniahinin nad Sanom w podróż do Krakowa, znajdowała się w dziewiątym miesiącu ciąży. W drodze uczuła bóle porodowe, przystanęła przeto w najblizszem miasteczku Wiśniczu i dn. 15. grudnia 1824 r. urodziła duzego i zdrowego chłopca. Wróciła potem pospiesznie do domu, aby czemprędzej ochrzcić syna w sąsiedniej unickiej cerkwi. "Nadaję ci imię Juljuza" — powiedział do krzyczącego malca po rusku grecko-katolicki paroch. Chłopiec pochodił z rodziny, która Rusinów uważała za odmianę Polaków i nie robiła różnicy między wyznaniem rzymskiem a greckiem. Dlatego, od najmłodszych lat, Juliusz umiał jednakowo dobrze mówić po polsku i po ukraińsku.
Не дивлячись на те що пізніше Юліуш закінчив матуру в гімназії при монастирі Воздвиження Чесного Хреста в Бучачі, яким кервував його дядько та відомий діяч Галицько-Руської Матиці Еміліян, згідно тих спогадів родина вже вважала русинів за частину польського народу. А під часу Слов'янського Конгресу у Празі в 1848 р. він декларував себе русином-полофілом, не бажаючи розділяти край на дві частини:
...zreformował się komitet Rusinów, Polaków, m.in. i mnie jako Rusina z dida pradida wybrano do deputacji mającej jechać do Wiednia...
Пізніших згадок про участь у діяльності руських організацій не збереглось, а дана гілка роду в майбутньому декларувала себе виключно поляками.

## Герб

### Опис
На срібному полі три червоні скоси. Над геральдичним шоломом, у короні — три страусині пера.

### Спогади
|                             | Zapytany — A jaki klejnot asandzieja? — odparł: — Kossakowie są herbu własnego — Kos. Czemuż asandziej sygnetu nie nosisz? — dopytywała starsza pani, a on odparł bezstrosko: Co po tytule, gdy pustki w szkatule. |
| — Zofia Kossak, Dziedzictwo | |

## Родовідна схема

### Гілка Василя Коссака
Василь Коссак (*? — †?) ∞ Анна-Марія NN (*? — †?)
- о. Еміліян (*1804 — †1881)
- NN
  - Михайло (*1815 — †1890)[9][10]
- Михайло (Міхал) (*? — †?) ∞ Антоніна Соболевська (*? — †?)
  - Юліуш Фортунат Коссак (*1824 — †1899) ∞ Антоніна Соболевська (*? — †?)
    - Войцех Горацій (*1856 — †1942) ∞ Марія Кисельницька гербу Топор (*? — †?)
      - Єжи[pl] (*1886 — †1955) ∞ Єва Каплінська (*? — †?) ∞ Ельжбета Дзєнцьоловська-Шмяловська (*? — †?)
        - Марія (*? — †?)
        - Глорія (*1941 — †1991)
        - Сімона Габріела (*1943 — †2007)

      - Марія Яніна Тереса (*1891 — †1945) ∞ Владислав Роман Бзовський[pl] гербу Новіна (*1885 — †1945) ∞ Ян Гвальберт Генрик Павліковський[pl] (*1891 — †1962) ∞ Стефан Єжи Ясножевський[pl] (*1901 — †1970)
      - Магдалена Анна[pl] (*1894 — †1972) ∞ Ян Стажевський[pl] (*1895 — †1973) ∞ Зигмунт Нєвідовський[pl] (*1914 — †1986)

    - Тадеуш[pl] (*1857 — †1935) ∞ Анна Кисельницька[pl] гербу Топор (*1863 — †1935)
      - Зофія (*1889 — †1986) ∞ Стефан Щуцький (*? — †1923) ∞ Зигмунт Шатковський[pl] (*1896 — †1976)

    - Ядвіга (*? — †?) ∞ Зигмунт Урунг (*? — †?)
    - Стефан (*? — †?) ∞ Єва Міколасх (*? — †?)
      - Кароль Коссак[pl] (*1896 — †1975) ∞ Антоніна Ванда Черкавська (*? — †?)
        - Тереса (*1934 — †?)

    - Зофія (*? — †?)

  - Леон[pl] (*1827 — †1877)
  - Владислав Сильвестр[pl] (*1827 — †1877) ∞ Еліза Скотт (*? — †?) ∞ Марія Стеласька (*? — †?)
    - Марцеліна (*? — †?)
    - Джейн (*? — †?)
    - Людвіна (*? — †?)
    - NN (*? — †?)
    - NN (*? — †?)
    - NN (*? — †?)
    - Тадеуш (*? — †?)

### Гілка Івана Коссака
Іван (*? — †?) ∞ NN (*? — †?)
- Андрій (*1850 — †?) ∞ Розалія Федорович (*1856 — †1923)
  - Михайло Андрійович (*1874 — †1938) ∞ NN (*? — †?)
    - Ванда Михайлівна (*1896 — †1978) ∞ Петро Степанович Сорока (*1891 — †1950)
    - Ярослав Михайлович (*? — †?)

  - Марія Андріївна (*1876 — †1930) ∞ Василь Миколайович Костів (*1880 — †1938)
  - Антоніна Андріївна (*1878 — †1962) ∞ Петро Дяків (*? — †?)
  - Катерина Андріївна (*1881 — †1919) ∞ Іван Дем'янович Рубчак (*1874 — †1952)
  - Василь Андрійович (*1886 — †1932) ∞ Ірина Андріївна Мужик (*1892 — †1959)
  - Володимир (*? — †?)

### Гілка Йосипа Коссака
- Йосип (*? — †?) ∞ NN (*? — †?)
  - Іван (*1876 — †1927)
  - Григорій (*1882 — †1939)
  - Микола (*? — †1914) NN (*? — †?)
    - Осип (*? — †?)
    - Зенон (*1907 — †1939)[11]
    - Богдан (*? — †?)
    - Олена (*? — †?)

  - Василь (*? — †?)
- Анна (*? — †?)[12] ∞ Юрій Леґедза (*? — †?)